# Trigonopsis richardsi
Trigonopsis richardsi är en biart som beskrevs av Vardy 1978. Trigonopsis richardsi ingår i släktet Trigonopsis och familjen grävsteklar. Inga underarter finns listade i Catalogue of Life.